# Ministerium Wojny Księstwa Warszawskiego

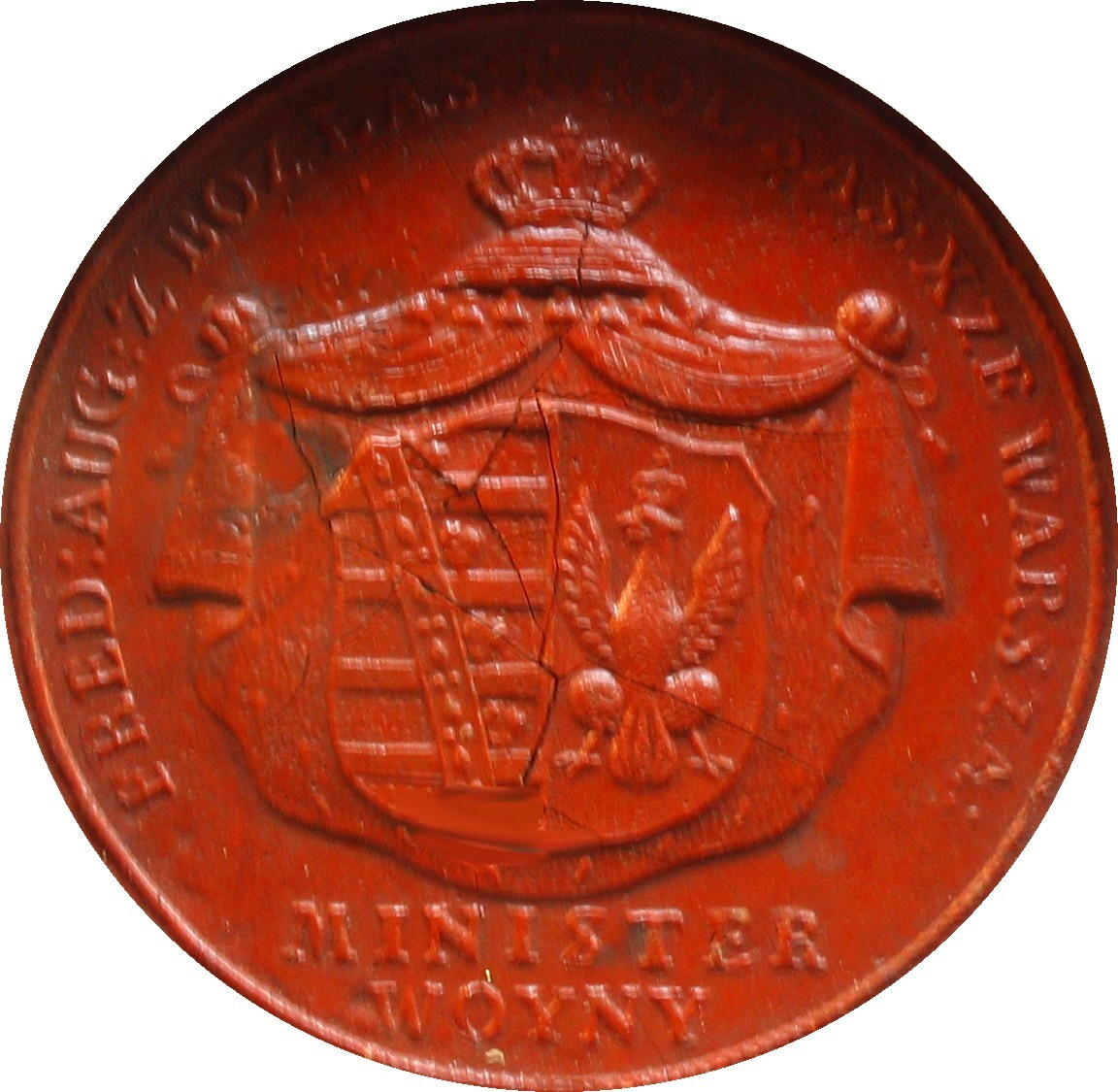
Pieczęć ministra wojny

Ministerium Wojny Księstwa Warszawskiego – organ dowódczo-administracyjny Armii Księstwa Warszawskiego.

## Organizacja i zadania Ministerium
Zgodnie z dekretem Napoleona z 14 stycznia 1807 powołano Komisję Rządzącą. Następnego dnia Komisja wybrała spośród swego grona pięciu dyrektorów, w tym dyrektora wojny. Został nim książę Józef Poniatowski. Ten mianował dyrektorem wydziałów, a zarazem sekretarzem generalnym dyrekcji, swojego przyjaciela – płk. Kajetana Hebdowskiego. Początkowo Dyrekcja Wojny zorganizowana była w trzy wydziały i liczyła 18 ludzi. Wraz ze wzrostem zadań, liczba urzędników ministerstwa wzrosła w końcu 1808 roku do trzydziestu, a 1810 roku do ponad stu. Siedziba dyrekcji był początkowo warszawski Pałac Pod Blachą.
W 1810 roku nastąpiła reorganizacja ministerium. Zorganizowano sekretariat generalny, przez który przepływała cała korespondencja. Tu przechowywane były akta i główne pieczęcie. Sekretariat organizował pracę wydziałów i biur ministerstwa, a ponadto sprawował nadzór nad szkolnictwem wojskowym. Wydział I czuwał nad obliczeniem rocznych przychodów i wydatków na wojsko. Wydział II nie zajmował się operacjami wojennymi, lecz prowadził ewidencję wszelkich dyslokacji wojska i sporządzał raporty do króla o jego stanie. Głównym zadaniem wydziału III była rejestracja, ewidencja i pobór rekrutów. Nowy wydział IV zajmował się sprawami artylerii i inżynierii, wyposażeniem w sprzęt, budową twierdz, wznoszeniem budowli wojskowych i mostów oraz sprawował nadzór nad szkołami artylerii i inżynierii. Wydział V zaś zajmował się zaopatrzeniem wojska w żywność, furaż, transport, kwatery, opiekę medyczną, ubiór, oporządzenie i poborem koni dla armii.
W grudniu 1811 roku doszło do kolejnej reorganizacji centralnych organów wojskowych. Z ministerium wyprowadzono Dyrekcję Generalną Popisów Wojska.  Ustanowiono też odrębną Dyrekcję Administracji Wojennej.  W ministerstwie pozostały trzy wydziały: funduszów, działań wojennych,  artylerii i inżynierii.
2 lutego 1813 roku po raz kolejny ewakuowano Ministerium. Akta i urzędnicy wyjechali do Krakowa. W Warszawie pozostała grupa urzędników do opieki nad szpitalami i strzeżenia archiwum generalnego ministerstwa. 4 maja 1813 roku działania Ministerium Wojny ustały zupełnie.

## Struktura i obsada personalna Ministerium Wojny
W 1807 roku:

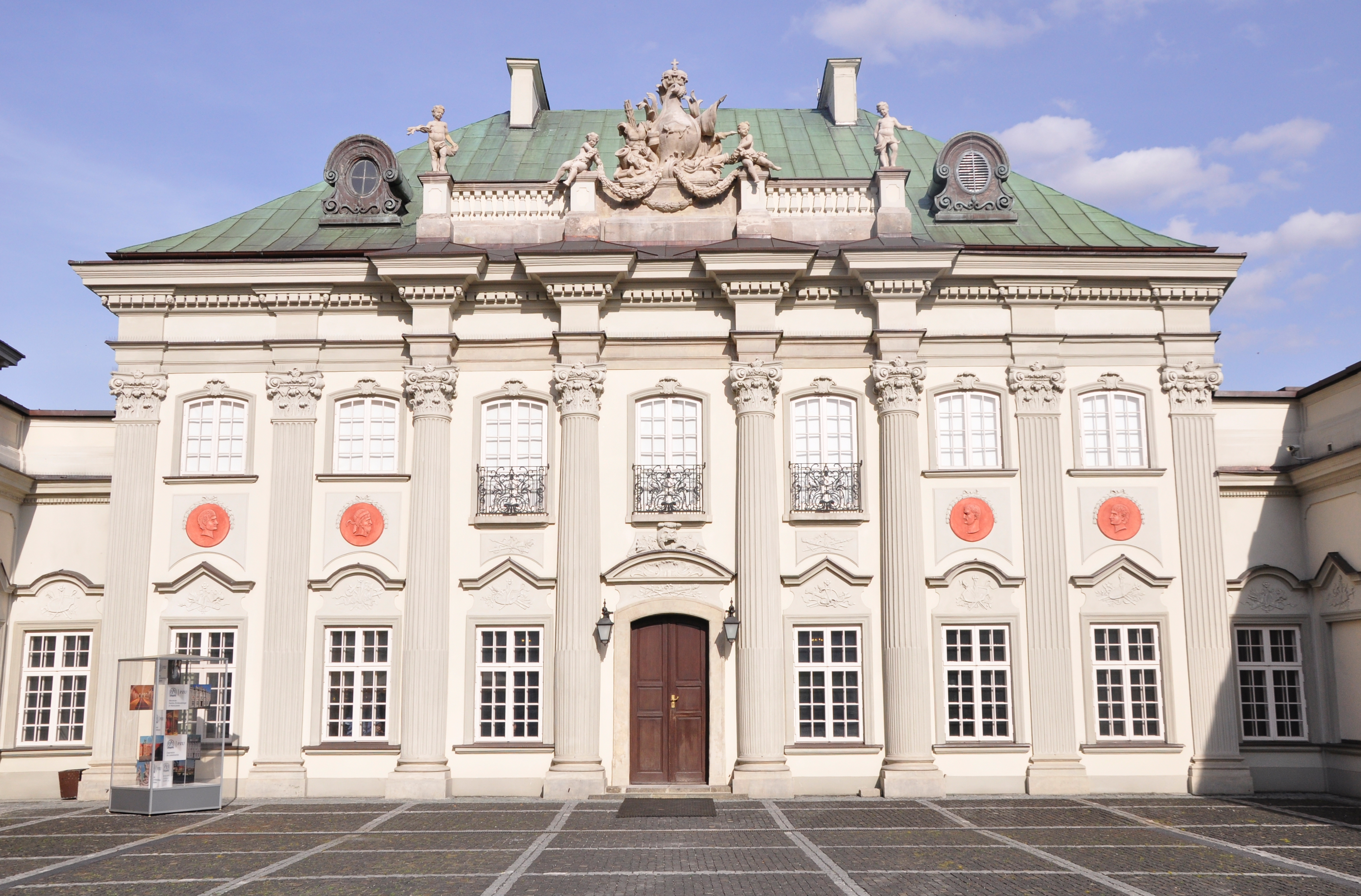
Siedziba Ministerium

- Dyrektor (Minister) Wojny - gen. Józef Poniatowski
  - Dyrektor generalny wydziałów - płk Kajetan Hebdowski
    - Wydział ekspedycji - płk Jan Bennet
    - Wydział etatowy - płk Cyprian Godebski
    - Wydział rachunkowy - rtm. Riedel

W 1810 - 1811 roku:
- Minister Wojny - gen. Józef Poniatowski
  - Sekretariat Generalny
    - Dyrektor generalny wydziałów - gen. Kajetan Hebdowski
    - Wicedyrektor - Jan Bennet
    - Biuro korespondencji
    - Oddział tajny
    - Oddział wyprawy
    - Biuro policji wojskowej
    - Biuro składu praw i dziejów

  - Wydział I funduszów - kpt. Bogusław Fechner
    - Biuro funduszów
    - Biuro pensji i wynagrodzeń
    - Biuro rachuby

  - Wydział II działań wojennych - płk Józef Rautenstrauch
    - Biuro ruchu
    - Biuro odmian

  - Wydział III popisów - płk Józef Wyszkowski
    - Biuro korespondencji z inspektorami
    - Biuro weryfikacji
    - Biuro rachuby
    - Biuro popisu krajowego

  - Wydział IV artylerii i inżynierii - płk Jakub Redl
    - Biuro osób artylerii i inżynierów
    - Biuro rzeczy artylerii
    - Biuro rzeczy inżynierów

  - Wydział V administracji wojskowej - płk Józef Wasilewski
    - Biuro żywności, furażu i transportów
    - Biuro lazaretów i koszar
    - Biuro ubioru oporządzenia i remontu
    - Biuro komisarzy wojennych

## Umundurowanie urzędników
Oficerowie, którzy przyszli do urzędu z oddziałów liniowych, nosili mundury wojskowe. Mundury urzędnicze, wzorowane na francuskich, zaprojektował  generał Kajetan Hebdowski. W 1807 roku ustalony został ubiór dla inspektorów rewii,  podinspektorów i komisarzy  wojskowych.
Inspektorzy nosili frak granatowy zapięty na żółte guziki gładkie, z wypustką amarantową. Granatowy kołnierz obszyty był wąskim złotym galonem. Nakryciem głowy był  czarny kapelusz filcowy z białą kokardą ze złotym galonem i guzikiem mundurowym oraz ze srebrnymi chwaścikami między podniesionymi skrzelami kapelusza.
Spodnie inspektor nosił białe lub granatowe wpuszczone w długie buty lub białe z pończochami i pantoflami. Jeśli inspektor miał stopień wojskowy, mógł nosić temblak przy szpadzie i szlify złote według stopnia. Podinspektorzy  ubrani byli identycznie jak inspektorzy, nie mieli jednak galonu złotego na kołnierzu. Komisarze wojenni nosili podobny ubiór jak inspektorzy, z tą tylko różnicą, że żółty kołnierz był obszyty złotym wąskim galonem, a adiunkci - kołnierz bez tegoż galonu. Pracownicy biur i kancelarii mieli guziki srebrne, amarantowe kamizelki i długie granatowe spodnie. 
Ostatecznie ubiór dla urzędników biur Ministerstwa Wojny ustalono 3 września 1810 roku. Mundur wielki składał się z granatowego fraka z wypustką na kołnierzu i karmazynowymi wyłogami rękawów, białej kamizelki i białych spodni wpuszczanych w cholewy butów. Frak zapięty był na dziewięć srebrnych guzików z wypukłym orłem. Długie poły fraka były spinane u dołu, a w rogach miały haftowane srebrne orły lub znak sztabowy.